# Easington, Jamaica
Easington är en ort i Jamaica.   Den ligger i parishen Parish of Saint Thomas, i den östra delen av landet, 23 km öster om huvudstaden Kingston. Easington ligger 92 meter över havet och antalet invånare är 2 634. Den ligger på ön Jamaica.
Terrängen runt Easington är huvudsakligen kuperad, men söderut är den platt. Havet är nära Easington åt sydväst.  Närmaste större samhälle är Morant Bay, 19,5 km öster om Easington. 